# Эверс, Майке
Майке Эверс (нем. Meike Evers; род. 6 июня 1977, Берлин) — немецкая гребчиха, выступавшая за сборную Германии по академической гребле во второй половине 1990-х — первой половине 2000-х годов. Двукратная олимпийская чемпионка, дважды чемпионка мира, победительница многих регат национального и международного значения.

## Биография
Майке Эверс родилась 6 июня 1977 года в Западном Берлине, ФРГ. Проходила подготовку в городе Ратцебург в местном гребном клубе «Ратцебургер».
Впервые заявила о себе в гребле в 1993 году, выиграв золотую медаль в парных четвёрках на чемпионате мира среди юниоров в Норвегии. Год спустя на юниорском мировом первенстве в Мюнхене заняла шестое место в одиночках. Ещё через год на аналогичных соревнованиях в польской Познани одержала победу в той же дисциплине.
Попав в основной состав немецкой национальной сборной, выступила на летних Олимпийских играх 1996 года в Атланте, однако попасть здесь в число призёров не смогла — показала в одиночках лишь тринадцатый результат.
В 1997 году успешно дебютировала на Кубке мира, выиграв этапы в Мюнхене, Париже и Люцерне. Была лучшей и на чемпионате мира в Эгбелете, обогнав всех своих соперниц в программе парных двоек.
В 1999 году в четвёрках выиграла этапы Кубка мира в Вене и Люцерне, затем победила на мировом первенстве в Сент-Катаринсе, став таким образом двукратной чемпионкой мира по академической гребле. 
Благодаря череде удачных выступлений удостоилась права защищать честь страны на Олимпийских играх 2000 года в Сиднее — в составе четырёхместного экипажа, куда также вошли гребчихи Керстин Ковальски, Маня Ковальски и Мануэла Лутце, заняла первое место и тем самым завоевала золотую олимпийскую медаль.
После достаточно длительного перерыва в 2004 году Эверс вернулась в основной состав гребной команды Германии и продолжила принимать участие в крупнейших международных регатах. В частности, отметилась победами на этапах Кубка мира в Познани и Мюнхене в двойках и четвёрках соответственно. Благополучно прошла отбор на Олимпийские игры в Афинах — здесь совместно с Керстин Ковальски, Мануэлой Лутце и Катрин Борон снова победила в программе парных четвёрок, добавив в послужной список ещё одну золотую олимпийскую медаль. Вскоре по окончании этих соревнований приняла решение завершить спортивную карьеру.
За выдающиеся спортивные достижения 16 марта 2005 года была награждена высшей спортивной наградой Германии «Серебряный лавровый лист».
Помимо занятий спортом служила в полиции. Впоследствии проявила себя на административном поприще, являлась членом Олимпийской спортивной конфедерации Германии и Всемирного антидопингового агентства.